# Isabel Pantoja
Maria Isabel Pantoja Martín (Sevilha, 2 de agosto de 1955) é uma cantora espanhola. Ela trabalhou esporadicamente como atriz em alguns filmes. Ela tem dois filhos, o popular Kiko Rivera, que teve com Francisco Rivera «Paquirri», e Maria Isabel, uma menina peruana que ela adotou em 1996. Em 2007, a discográfica Sony Music entregou-lhe à cantora 40 discos de platina por mais de 4 milhões álbuns. Ditas vendas contabilizam-se a partir de 1990, quando ela assinou com a Sony.
Em 2013, foi condenada pelos crimes de corrupção e branqueamento de capitais a 24 meses de prisão. A cantora culpa a relação amorosa que teve com o ex-presidente da Câmara de Marbella, Julián Muñoz, pela situação em que se encontra.